# Кортленд (Каліфорнія)
Кортленд (англ. Courtland) — переписна місцевість (CDP) в США, в окрузі Сакраменто штату Каліфорнія. Населення — 326 осіб (2020).

## Географія
Кортленд розташований за координатами 38°19′58″ пн. ш. 121°33′25″ зх. д. / 38.33278° пн. ш. 121.55694° зх. д. (38.332911, -121.557026).  За даними Бюро перепису населення США в 2010 році переписна місцевість мала площу 4,66 км², уся площа — суходіл.

## Демографія
Згідно з переписом 2010 року, у переписній місцевості мешкало 355 осіб у 115 домогосподарствах у складі 74 родин. Густота населення становила 76 осіб/км².  Було 138 помешкань (30/км²).
Расовий склад населення:
| - 69,6 % — білих - 1,7 % — корінних американців - 1,1 % — азіатів - 21,1 % — осіб інших рас |

До двох чи більше рас належало 6,5 %. Частка іспаномовних становила 56,3 % від усіх жителів.
За віковим діапазоном населення розподілялося таким чином: 21,7 % — особи молодші 18 років, 59,7 % — особи у віці 18—64 років, 18,6 % — особи у віці 65 років та старші. Медіана віку мешканця становила 41,1 року. На 100 осіб жіночої статі у переписній місцевості припадало 102,9 чоловіків;  на 100 жінок у віці від 18 років та старших — 109,0 чоловіків також старших 18 років.
За межею бідності перебувало 27,0 % осіб, у тому числі 0,0 % дітей у віці до 18 років та 43,0 % осіб у віці 65 років та старших.
Цивільне працевлаштоване населення становило 195 осіб. Основні галузі зайнятості: публічна адміністрація — 32,3 %, виробництво — 18,5 %, освіта, охорона здоров'я та соціальна допомога — 14,9 %.